# Émile Parisien
 (novembre 2020).
Si vous disposez d'ouvrages ou d'articles de référence ou si vous connaissez des sites web de qualité traitant du thème abordé ici, merci de compléter l'article en donnant les références utiles à sa vérifiabilité et en les liant à la section « Notes et références ».
Émile Parisien, né le 12 octobre 1982 à Cahors (Lot), est un saxophoniste soprano et alto, musicien et compositeur de jazz.

## Biographie
Émile Parisien entre à l'âge de onze ans en classe de cinquième dans la première promotion du Collège de jazz de Marciac, où il étudie la musique auprès de musiciens confirmés comme Pierre Boussaguet, Guy Lafitte et Christian "Tonton" Salut.
À partir de 1996, il approfondit son enseignement au conservatoire de Toulouse, où il étudie également la musique classique et la musique contemporaine. Au cours de ces années, il a l'occasion de se produire aux côtés de grandes figures du jazz comme Wynton Marsalis, Christian McBride, Johnny Griffin ou Bobby Hutcherson, pendant le festival Jazz in Marciac.

## Influences

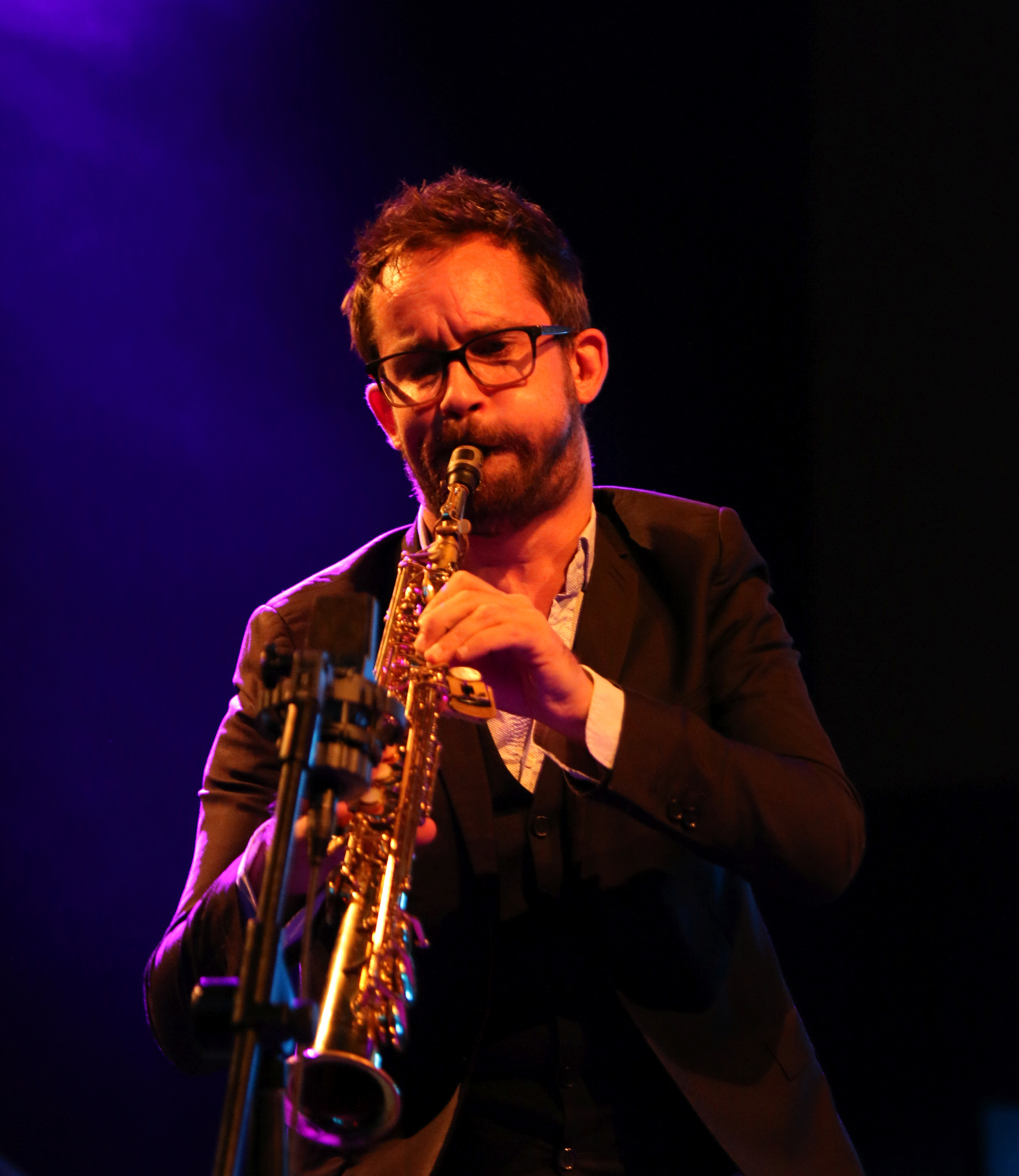
Émile Parisien en concert au Deutsches Jazz Festival de Francfort en 2015.

Émile Parisien s’installe à Paris en 2000 et en 2004 fonde son propre quartet avec Julien Touery (piano), Ivan Gélugne (contrebasse), et Sylvain Darrifourcq (batterie). Avec des compositions inspirées par Hector Berlioz, Igor Stravinsky, Arnold Schönberg, Richard Wagner, comme par John Coltrane ou Wayne Shorter, ce quartet donne un caractère expressionniste à sa musique, où prime l’improvisation.
Émile Parisien se produit en France et à l'étranger avec, entre autres, Michel Portal, Jacky Terrasson, Yaron Herman, Joachim Kühn, Stéphane Kerecki, John Taylor, Roberto Negro, Éric Serra, Paco Séry, Rémi Vignolo, Manu Codjia, Anne Paceo, Daniel Humair, Jean-Paul Céléa, Vincent Peirani.

## Distinctions et récompenses
- 2007 : Talent Jazz du Fonds d'Action Sacem pour 3 années consécutives. Avec ce soutien, le Quartet enregistre deux disques chez Laborie Jazz : Au Revoir Porc-épic en 2007, et Original Pimpant en 2009.
- 2009 : lauréat du programme Jazzmigration de l'AFIJMA (Association des Festivals Innovants en Jazz et Musiques Actuelles).
- 2009 : Jazz Primeur 2009, décerné par Culturesfrance, opérateur délégué du Ministère des Affaires étrangères et du Ministère de la Culture et de la Communication pour les échanges culturels internationaux.
- 2009 : Victoires du Jazz dans la catégorie Révélation instrumentale française de l’année (Prix Frank Ténot).
- 2012 : Prix Django Reinhardt décerné par l'Académie du Jazz.
- 2014 : Victoires du Jazz dans la catégorie Artiste de l'année.
- 2017 : Echojazz (Allemagne) - artiste instrumentiste international.
- 2017 : Sfumato album sensation de l'année aux Victoires du jazz[1]
- 2020 : Coup de cœur Jazz et Blues de l'Académie Charles-Cros pour Abrazo, avec Vincent Peirani, proclamé le 5 février 2021, dans l’émission Open Jazz d’Alex Dutilh sur France Musique[2].
- 2023 : Coup de cœur Jazz et Blues de l'Académie Charles-Cros pour Les Métanuits, avec Roberto Negro[3].
- 2024 : Let Them Cook est Album jazz instrumental de l'année aux Victoires du jazz[4].
- 2024 : Victoire du jazz du concert de l'année pour « Les Égarés » de Ballaké Sissoko, Vincent Ségal, Émile Parisien et Vincent Peirani[4]

## Discographie

### Comme leader ou co-leader
- Émile Parisien 5tet : Éphémère (2000 - CD auto-produit Famimra)
- Émile Parisien 4tet : Au revoir porc-épic (2006 - Laborie)
- Émile Parisien 4tet : Original pimpant (2009 - Laborie)
- Émile Parisien 4tet : Chien Guêpe (2012 - Laborie)
- Émile Parisien 4tet : Spezial Snack (2014 - ACT)
- Émile Parisien et Vincent Peirani : Belle Époque (2014 - ACT)
- Émile Parisien 5tet feat. Joachim Kühn : Sfumato (2016 - ACT)
- Émile Parisien - Vincent Peirani - Andreas Schaerer - Michael Wollny : Out of Land (2017 - ACT)
- Dadada (Roberto Negro - Émile Parisien - Michele Rabbia) : Saison 3 (2017 - Label Bleu)
- Émile Parisien 5tet feat. Joachim Kühn : Sfumato live in Marciac (2018 - ACT)
- Émile Parisien 4tet : Double Screening (2018 - ACT)
- Émile Parisien et Vincent Peirani : Abrazo (2020 - ACT)
- Wollny - Parisien - Lefebvre - Lillinger : « XXXX » (2021 - ACT)[5] intitulé de la sorte en référence aux quatre lettres "X" eXtraites de 4 mots anglophones résumant le concept des jeux vidéos de stratégie Four / 4 X : eXplore - eXpand - eXploit - eXterminate, sinon eXperience de leur version "Five / 5 X" compte tenu de la jeunesse des musiciens ; et non pas en référence aux bœufs de ces 4 improvisateurs durant huit sets / séances réparti(e)s sur 4 nuits consécutives dans un jazz-night-club berlinois fameux, ni au nombre de ces 4 nuits d'impros expérimentales à l'origine de l'album[6].
- Émile Parisien - Theo Croker (en) - Roberto Negro - Manu Codjia - Joe Martin - Nasheet Waits : Louise (2022 - ACT) - intitulé en hommage aux sculptures de l'artiste Louise Bourgeois ; illustration de la pochette réalisée par l'artiste Héléna Soubeyrand.
- Émile Parisien et Roberto Negro : Les Métanuits (2023 - ACT), musique inspirée des Métamorphoses Nocturnes de György Ligeti[7].

### Comme sideman
- Daniel Humair : Sweet and Sour (2012 – Laborie)
- Jean-Paul Céléa : Yes Ornette (2012 – Out Note Records)
- Leïla Olivesi : TIY (2013 – Attention Fragile)
- Yaron Herman : Alter Ego (2012 – ACT)
- Gueorgui Kornazov 5tet : Sila (2013 - BMC)
- Hugo Carvalhais : Particula (2013 - Clean Feed Records)
- Romain Cuoq - Anthony Jambon 5tet : Awake (2013 - Cristal Records)
- Stéphane Kerecki Quartet : Nouvelle Vague (2014 - Out Note Records)
- Vincent Peirani 5tet : Living Being (2015 – ACT)
- Leïla Martial : Baabel (2016 - Laborie Jazz)
- Michael Wollny Trio : Wartburg (2018 - ACT)
- Stéphane Kerecki Quartet : French Touch (2018 - INC/SES)
- Roberto Negro : Papier Ciseau (2020 - Label Bleu)